# Jean-Paul Gaultier
Jean-Paul Gaultier (* 24. dubna 1952, Arcueil Francie) je francouzský módní návrhář, který začal tvořit s vlastní značkou od roku 1976. Patří k nejslavnějším a nejvýznamnějším návrhářům posledních 30 let. Jeho tvorba je provokativní, avantgardní a ovlivněna punkem. Tvoří jak konfekci a kolekce prêt-à-porter, tak i haute couture. Býval také hlavním návrhářem značky Hermès.

## Jeho tvorba
Nevystudoval žádnou návrhářskou školu, přesto svoji „módní kariéru“ odstartoval v módním domě Pierre Cardin, kde pracoval od roku 1970 až do roku 1976, kdy si založil vlastní značku.
Gaultier skoncoval s klasickým pohledem na ženskost. Vzdušné tylové sukně kombinuje s bundami pobitými cvoky. Pro muže tvoří dlouhé sukně a hluboké výstřihy. Nikdy v módě nedodržoval pravidla, tvoří extravagantní kousky, jeho kolekce jsou hravé a originální.
Roku 2005 navrhuje pro francouzský dům La Redoute námořnickou kolekci, která je inspirována jeho oblíbenými pruhovanými košilemi.
V roce 1993 Jean uvedl řadu parfémů. Jeho parfémy ve flakonech torzo patří k nejlépe prodávaným parfémům vůbec.
V současné době vedle parfémů tvoří také kosmetiku.

## Zajímavosti
- 1990 navrhuje kostýmy pro Madonnu a její turné Blonde Ambition Tour. Mezi nejznámější kostýmy patří charakteristická špičatá podprsenka.
- 1997 vytváří bílý kostým z pruhů látky pro film Pátý element, kde ho nosí herečka Milla Jovovich.